# Konrad Oberhuber
Konrad Oberhuber (31. března 1935 Linec – 12. září 2007 San Diego) byl rakouský historik umění a bývalý ředitel Albertiny.

## Životopis
Studoval dějiny umění, archeologii, psychologii a filozofii na vídeňské univerzitě, kde v roce 1959 promoval s prací o dvorním malíři Bartholomeu Sprangerovi. Roku 1971 habilitoval na vídeňské univerzitě s prací o italském renesančním malíři Raffaelu Santim.
Byl hostujícím profesorem na Institute for Advanced Study v Princetonu a na Harvardově univerzitě (od roku 1984 řádným profesorem na Harvardu).
Roku 1961 se stal kurátorem grafické sbírky Albertiny, následovala činnost v National Gallery of Art ve Washingtonu DC a na Institute for Advanced Study v Princetonu. V roce 1987 se stal ředitelem Albertiny (roku 1999 byl nahrazen Klausem Albrechtem Schröderem).
Roku 2001 mu byl udělen Čestný kříž Za vědu a umění 1. třídy.
Zemřel 12. září 2007 v San Diegu, kde žil se svou rodinou od odchodu do důchodu.

## Dílo (výběr)
- Raffael München : Prestel, 1999
- Polarität und Synthese in Raphaels "Schule von Athen" Stuttgart : Urachhaus, 1983
- Raphaels "Transfiguration" Stuttgart : Urachhaus, 1982